# Hlothhere
Hlothhere (mort le 6 février 685) est roi du Kent de 673 à sa mort.

## Biographie

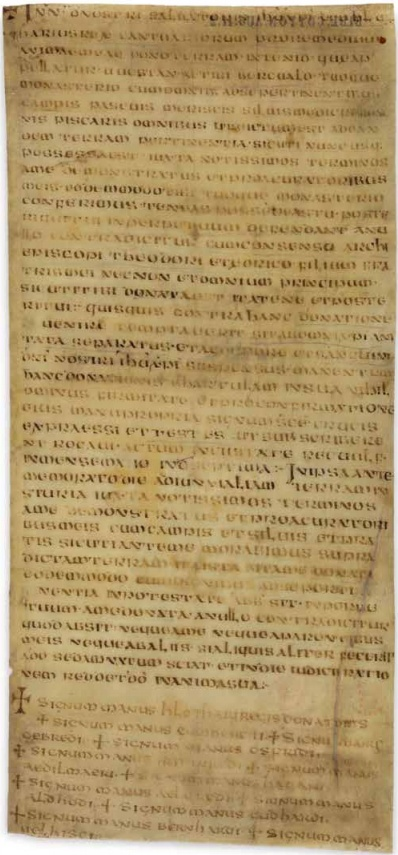
La charte de 679 (S 8).

Hlothhere est l'un des deux fils connus du roi de Kent Eorcenberht et de Seaxburh, la fille du roi Anna d'Est-Anglie. Son nom est l'équivalent anglo-saxon du nom franc Clotaire ou Lothaire, ce qui rappelle les liens importants qui unissent la famille royale du Kent et les Mérovingiens.
Hlothhere succède à son frère Ecgberht après sa mort, survenue le 4 juillet 673. Une charte suggère que son règne ne débute qu'en 674, après un interrègne de plusieurs mois, mais il s'agit d'un document d'authenticité douteuse,. Une autre charte de Hlothhere, datant de 679, est la plus ancienne qui subsiste sous sa forme originale. Il est possible que ce type de document ait été introduit en Angleterre par l'archevêque Théodore, dont l'épiscopat (668-690) est contemporain du règne de Hlothhere.
Le début du règne de Hlothhere est marqué par un affaiblissement du Kent vis-à-vis de la Mercie. Le roi Wulfhere étend son influence sur le Surrey avant 674, et son successeur Æthelred envahit le Kent en 676 et ravage la ville de Rochester,.

Il subsiste un code de lois attribué conjointement à Hlothhere et à son neveu Eadric, l'un des fils d'Ecgberht. Il est possible qu'oncle et neveu aient régné ensemble, à moins que le second se soit contenté de confirmer des lois émises par le premier. Eadric finit par se révolter contre Hlothhere avec l'aide des Saxons du Sud. Une bataille les oppose, durant laquelle Hlothhere est mortellement blessé. Il meurt le 6 février 685 et est inhumé en l'abbaye Saint-Augustin de Cantorbéry. 